# Justin Cronin

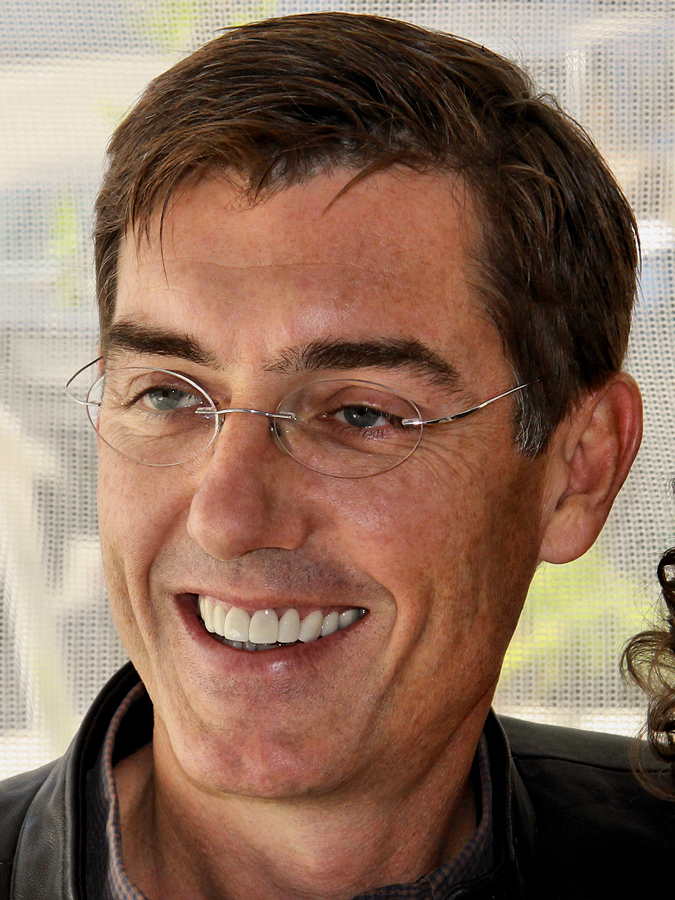
Justin Cronin (2012)

Justin Cronin (* 1962) ist ein US-amerikanischer Schriftsteller.

## Leben
Justin Cronin wuchs in New England auf, wo er die Harvard University und den Iowa Writers’ Workshop absolvierte. Von 1992 bis 2005 lehrte er Kreatives Schreiben und war der „Author in Residence“ an der La Salle University in Philadelphia. Derzeit lebt er mit seiner Frau und seinen Kindern in Houston, wo er auch als Hochschullehrer für Englisch an der Rice University tätig ist. Sein Schreibstil weist Einflüsse von Stephen King und Cormac McCarthy auf.

## Werk
2001 war Cronins erster Roman Mary and O’Neil erschienen, der im folgenden Jahr mit Hemingway Foundation PEN Award ausgezeichnet wurde. Es folgte 2004 The Summer Guest und 2010 dann mit The Passage (deutsch als Der Übergang) der erste Band einer Science-Fiction-Trilogie, die ein in naher Zukunft durch Umweltverschmutzung und ökologische Katastrophen zerrüttetes Amerika zeigt. Diese Situation wird noch erheblich verschlimmert durch den Ausbruch einer durch südamerikanische Fledermäuse übertragenen Virusepidemie, wobei die Erkrankten zu vampirähnlichen Kreaturen mutieren. Die Überlebenden verschanzen sich in isolierten Siedlungen und versuchen, mit Folgen der Epidemie fertig zu werden, wobei manche der Infizierten übermenschliche Fähigkeiten entwickeln, manche scheinen unsterblich zu werden, andere sterben einfach.
Die New York Times berichtet, dass 20th Century Fox die Filmrechte The Passage für etwa 1,75 Millionen US-Dollar erworben hat. Neben 20th Century Fox wollten auch drei andere Filmstudios die Filmrechte für sein Buch; Universal, Warner Brothers und Sony boten Preise um 1,25 Millionen US-Dollar. Ursprünglich als Film mit Regisseur Ridley Scott geplant, sollte es dann eine Fernsehserie werden, da inzwischen auch die beiden Folgebände erschienen waren. Die US-Premiere fand am 14. Januar 2019 auf dem Sender FOX statt. Nach der ersten Staffel mit 10 Episoden wurde die Serie abgesetzt. Die erste TV-Ausstrahlung in Deutschland fand ab dem 8. Januar 2020 auf ProSieben statt.

## Auszeichnungen
- 2002 Hemingway Foundation PEN Award für Mary and O’Neil

## Bibliografie
The Passage
- 1 The Passage (2010)
  - Deutsch: Der Übergang. Übersetzt von Rainer Schmidt. Goldmann, München 2010, ISBN 978-3-442-31170-5. Auch als Hörbuch: Der Übergang. Gelesen von David Nathan, Random House Audio, Köln 2010, ISBN 978-3-8371-0421-9.
- 2 The Twelve (2012)
  - Deutsch: Die Zwölf. Übersetzt von Rainer Schmidt. Goldmann, München 2012, ISBN 978-3-442-31179-8. Auch als Hörbuch: Die Zwölf. Gelesen von David Nathan. Random House Audio, Köln 2013, ISBN 978-3-86717-939-3.
- 3 The City of Mirrors (2016)
  - Deutsch: Die Spiegelstadt. Übersetzt von Rainer Schmidt. Goldmann, München 2016, ISBN 978-3-442-31180-4. Auch als Hörbuch: Die Spiegelstadt. Gelesen von David Nathan und Dietmar Wunder. Random House Audio, Köln 2016, ISBN 978-3-8445-2450-5.
- The Passage Trilogy (Sammelausgabe von 1–3; 2018)

Romane
- Mary and O’Neil (2001)
- The Summer Guest (2004)
- The Ferryman (2023)

Kurzgeschichten
- A Short History of the Long Ball (1995)